# Brama Brzeska

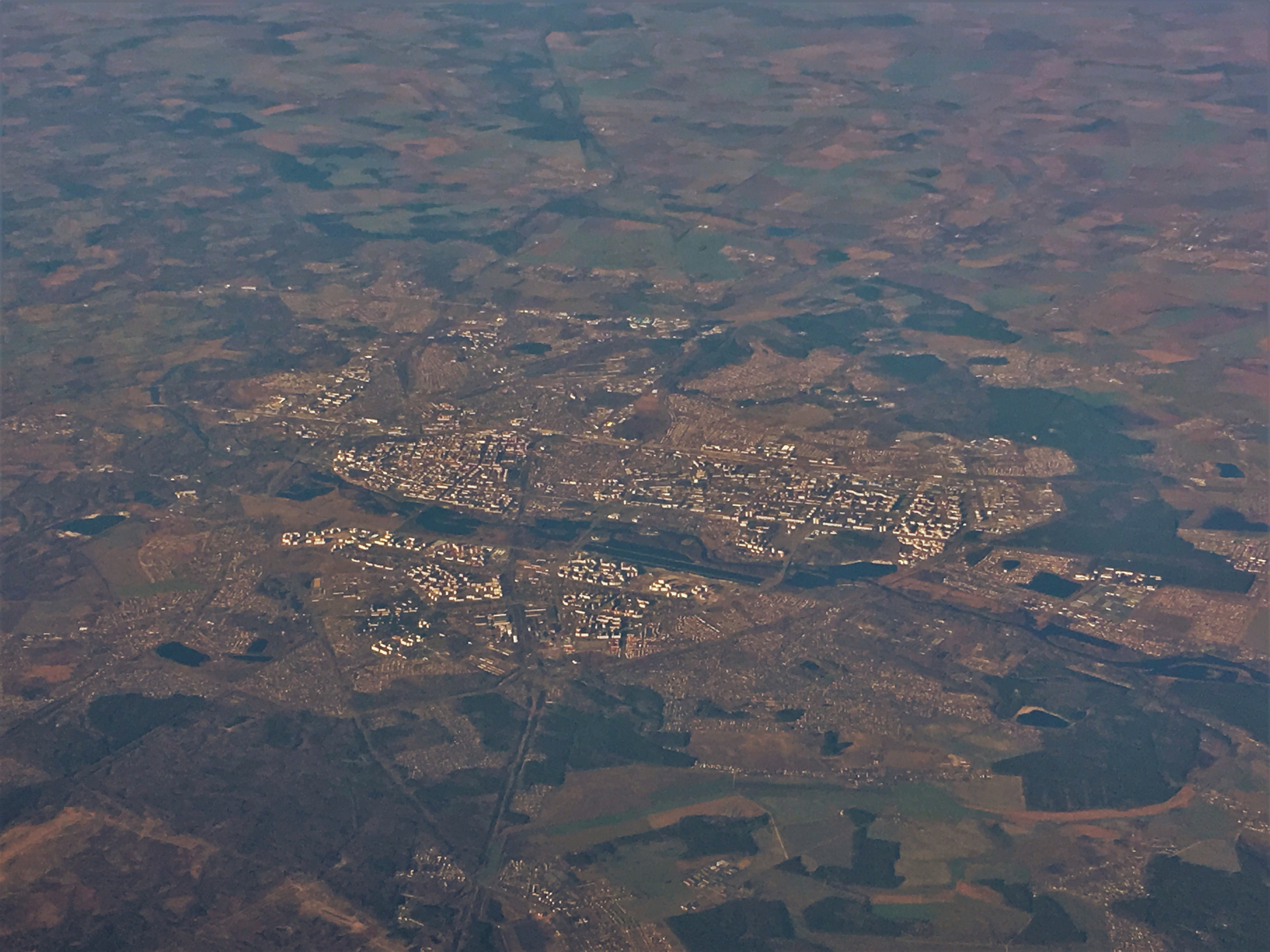
Rejon Brześcia i okolic z lotu ptaka

Brama Brzeska – pas terenu na obszarze Polski i Białorusi, szeroki na około 80 kilometrów, zawarty pomiędzy Narwią a Bugiem.
Brama prowadzi dalej na wschód, na teren ograniczany od południa przez bagniste i komunikacyjnie trudne do przebycia obszary wzdłuż Prypeci, znacznie osłabiające możliwości manewrowe sił zbrojnych. Tereny te kończy Brama Smoleńska, kluczowy punkt strategiczny na osi wschód–zachód, szeroki na około 90 kilometrów kolejny pas terenu zawarty między Dźwiną a Dnieprem i oddzielający zlewiska Morza Bałtyckiego oraz Morza Czarnego. Współcześnie obszar Bramy Brzeskiej traktowany bywa przez publicystów jako teren między Brześciem, a Warszawą. Tak zdefiniował ją np. dyrektor biura analiz Fundacji im. Kazimierza Pułaskiego, Tomasz Smura, a także polski minister obrony narodowej, Mariusz Błaszczak („równina między Brześciem a Wisłą”).
Odległość pomiędzy Bramą Brzeską i Bramą Smoleńską wynosi około 650 kilometrów.
Brama Brzeska (jak i Smoleńska oraz Brama Odelska pod Grodnem) była wielokrotnie wykorzystywana w historii do różnorodnych działań wojennych na osi wschód–zachód, przez wojska różnych państw zlokalizowanych po jej obu stronach.